# Gordon Hogg
Pour les articles homonymes, voir Hogg.
Gordon Hogg (né le 24 août 1946) est un homme politique canadien. 
Il est député libéral de Surrey-Sud—White Rock à la Chambre des communes du Canada de 2017 à 2019. 
Il a auparavant été député libéral provincial de Surrey—White Rock à l'Assemblée législative de la Colombie-Britannique de 2011 à 2017.

## Biographie
Fils d'Al Hogg, éminent médecin de White Rock (une aile de l'hôpital Peace Arch est nommée en son honneur), il obtient un baccalauréat en sociologie et en psychologie à l'Université de la Colombie-Britannique, puis une maîtrise en psychologie à l'Antioch College (Ohio). Alors qu'il est âgé de 70 ans et est député provincial, il complète un doctorat interdisciplinaire axé sur les politiques publiques à l'Université Simon Fraser.
Avant son élection à l'Assemblée législative de la Colombie-Britannique il a été conseiller, agent de probation puis directeur régional des services correctionnels.
Il vit à White Rock avec sa femme LaVerne et ont un fils. 

### Carrière politique fédérale
Dianne Watts, ex-mairesse de Surrey et députée conservatrice de Surrey-Sud—White Rock démissionne en septembre 2017 pour se lancer dans la course à la chefferie du Parti libéral de la Colombie-Britannique. Les conservateurs investissent Kerry-Lynne Findlay, députée de la circonscription voisine de Delta—Richmond-Est et plusieurs fois ministre, battue en 2015. Le parti libéral du Canada investi alors Gordon Hogg, récemment retiré de politique provinciale, pour tenter de gagner cette circonscription, qui leur aait échappé de justesse en 2015. Le 11 décembre 2017, il amène la circonscription dans l'escarcelle des libéraux avec un peu plus de 1600 voix d'avance.

### Résultats électoraux
|  | Candidat            | Parti                 | #     | %      |
|  | ------------------- | --------------------- | ----- | ------ |
|  | Gordon Hogg         | Libéral               | 14369 | 47,5 % |
|  | Kerry-Lynne Findlay | Conservateur          | 12752 | 42,1 % |
|  | Jonathan Silveira   | Néo-Démocrate         | 1478  | 4,9 %  |
|  | Larry Colero        | Vert                  | 1247  | 4,1 %  |
|  | Rod Taylor          | Héritage chrétien     | 238   | 0,8 %  |
|  | Donald Wilson       | Libertarien           | 89    | 0,3 %  |
|  | Michael Huenefeld   | Progressiste canadien | 86    | 0,3 %  |
|  | Total               |                       | 30259 |        |